# Forrest Landis
Forrest Landis (Palm Beach, 9 agosto 1994) è un attore statunitense.

## Biografia
Landis è nato in Florida ma risiede ad Indianapolis ed ha una sorella di nome Lauren. 
Ha fatto il suo debutto cinematografico a 8 anni interpretando Mark Baker in Una scatenata dozzina. Nel 2005 ha lavorato anche nel sequel, Il ritorno della scatenata dozzina ed ha anche interpretato Rhett Loud in Flightplan - Mistero in volo. Si è ritirato dalle scene nel 2008.

## Filmografia
- Una scatenata dozzina (Cheaper by the Dozen), regia di Shawn Levy (2003)
- E.R. - Medici in prima linea (ER), nell'episodio "Nessuno mi ascolta" (2005)
- LAX, nell'episodio "Mixed Signals" (2005)
- Little Athens (2005)
- The Skeleton Key (The Skeleton Key) (2005)
- Weeds (Weeds), nell'episodio "Mercato in crescita" (2005)
- Flightplan - Mistero in volo (Flightplan) (2005)
- Il ritorno della scatenata dozzina (Cheaper by the Dozen 2) (2005)
- Boston Legal (Boston Legal), nell'episodio "Rifugio illegale" (2007)
- The ½ Hour News Hour, nell'episodio 1x7 (2007)
- Dubitando di Thomas - Bugie e spie (Spy School), regia di Mark Blutman (2008)

## Doppiatori italiani
Nelle versioni in italiano delle opere in cui ha recitato, Forrest Landis è stato doppiato da:
- Jacopo Bonanni in Una scatenata dozzina, Flightplan - Mistero in volo, Il ritorno della scatenata dozzina